# فورد بی‌ای فالکن
فورد بی‌ای فالکن (Ford BA Falcon) خودرویی است که در سال‌های ۲۰۰۲ تا ۲۰۰۵در استرالیا تولید شده‌است.
این خودرو در کلاس خودرو سایز بزرگ قرار گرفته و طراحی آن توزیع نیروی پیشران بوده طول آن در حالت طبیعی ۴٬۹۱۶ میلیمتر (۱۹۳٫۵ اینچ) و عرض آن در حالت طبیعی ۱٬۸۶۴ میلیمتر (۷۳٫۴ اینچ) است. سیستم جعبه‌دندهٔ آن ۶ دنده به دو صورت خودکار و دستی است.

## نگارخانه

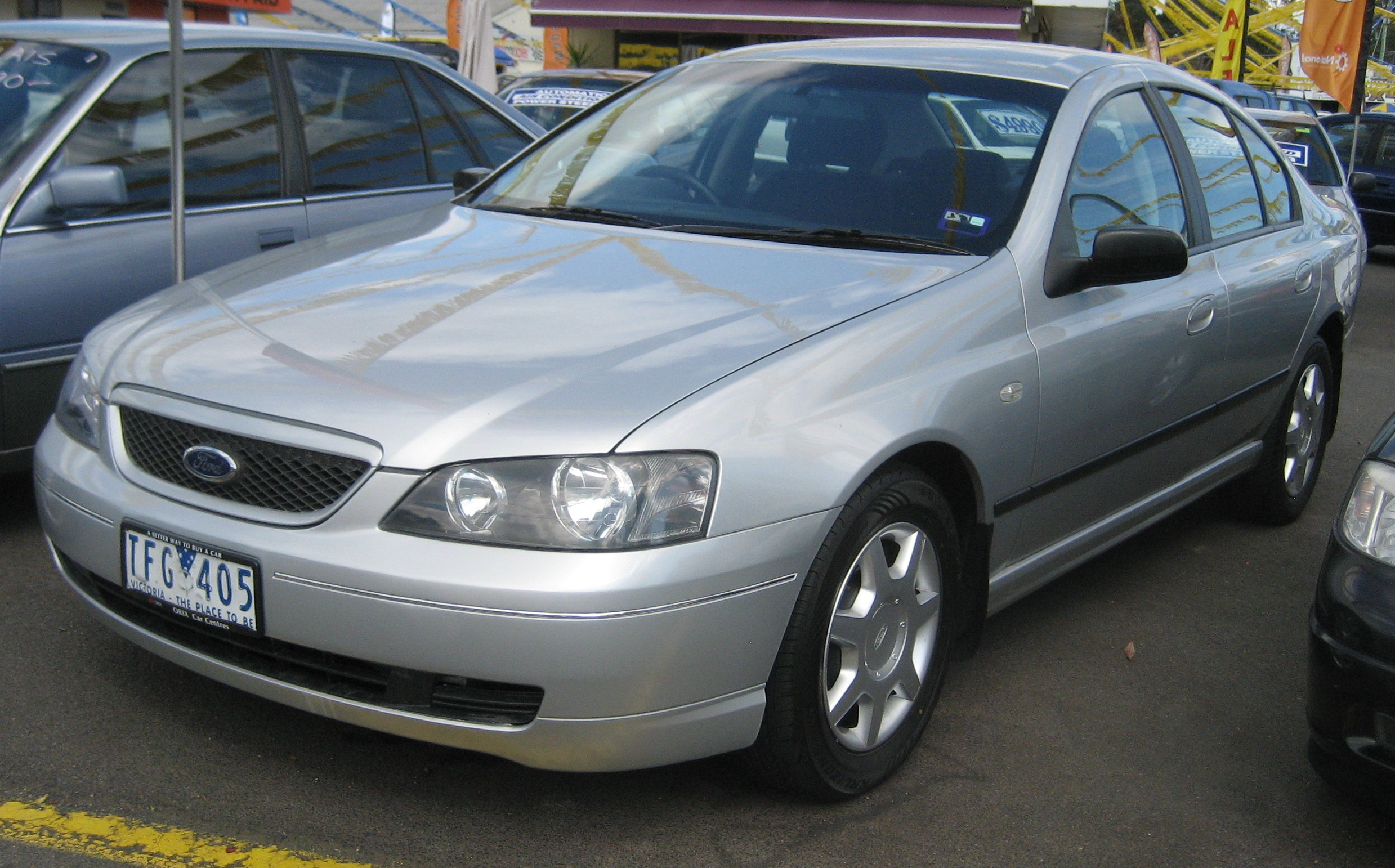
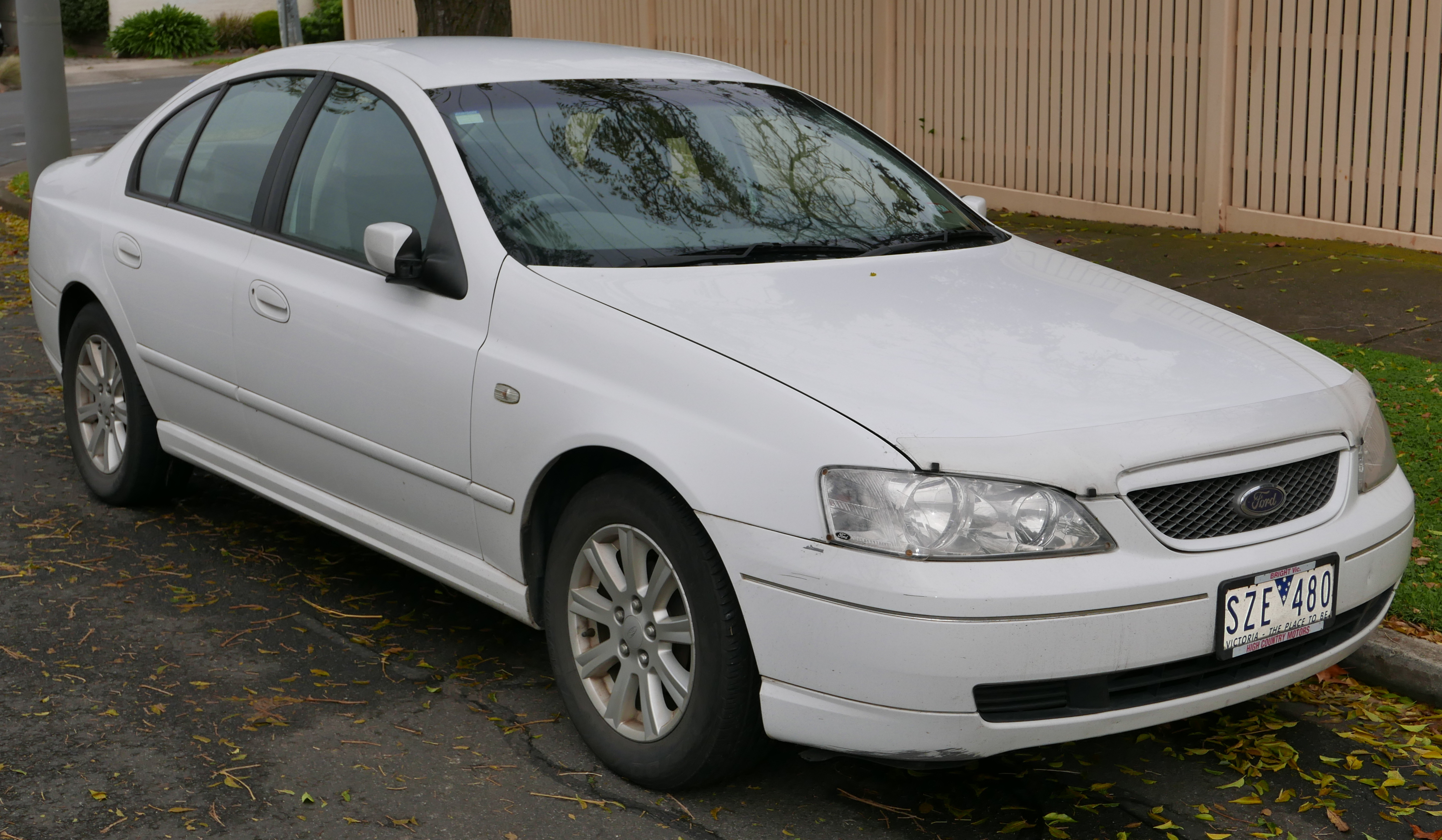
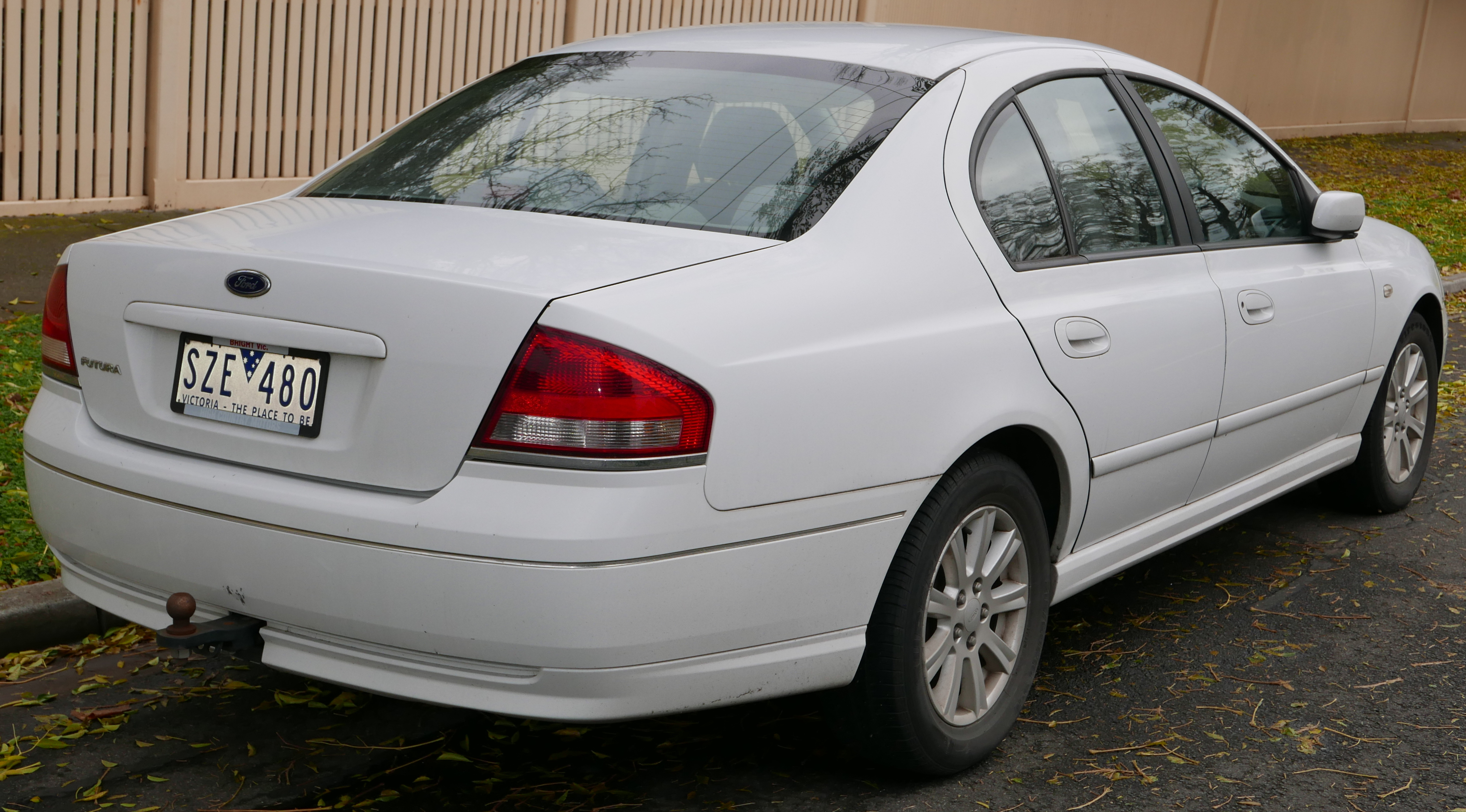
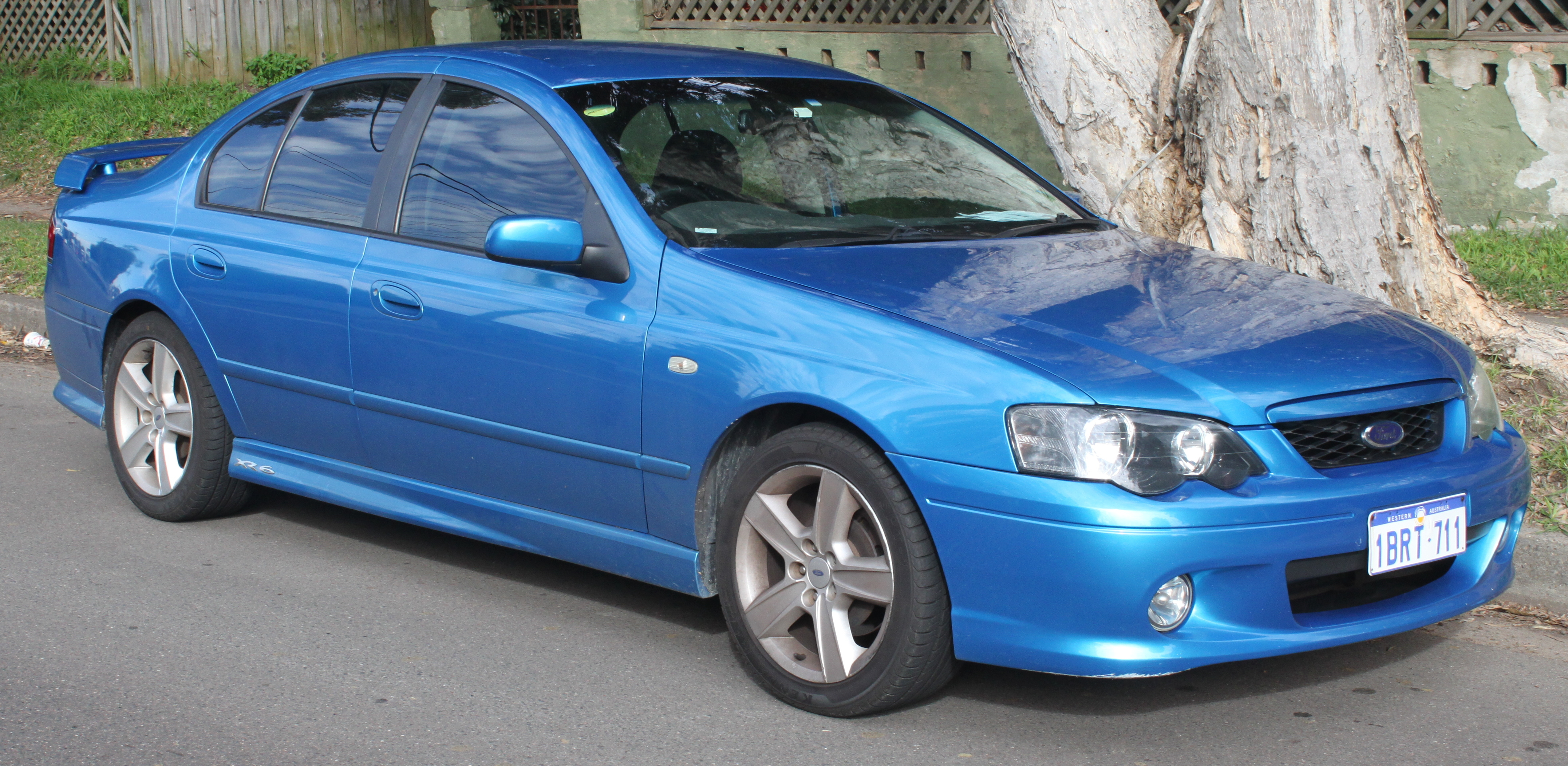
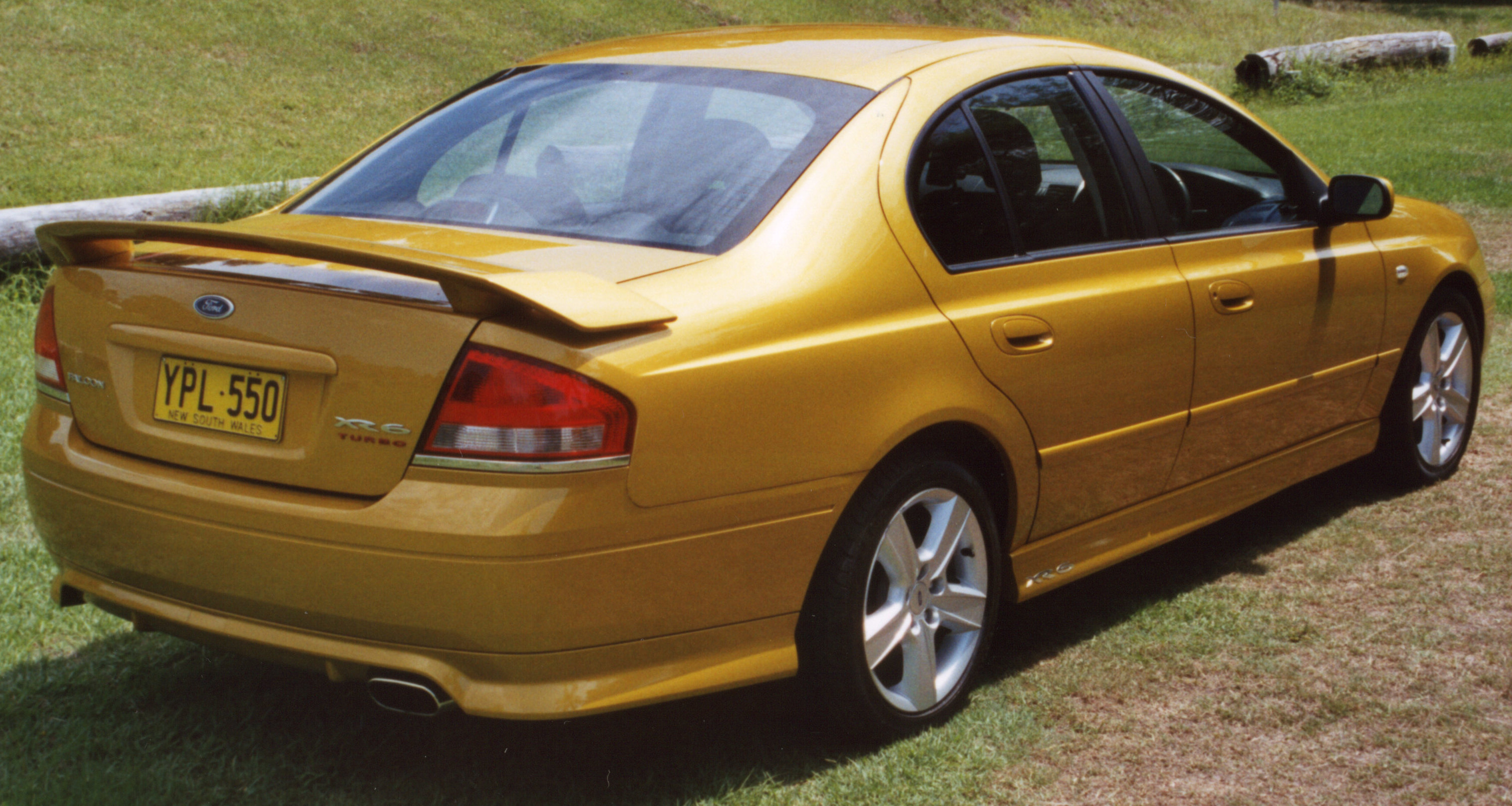
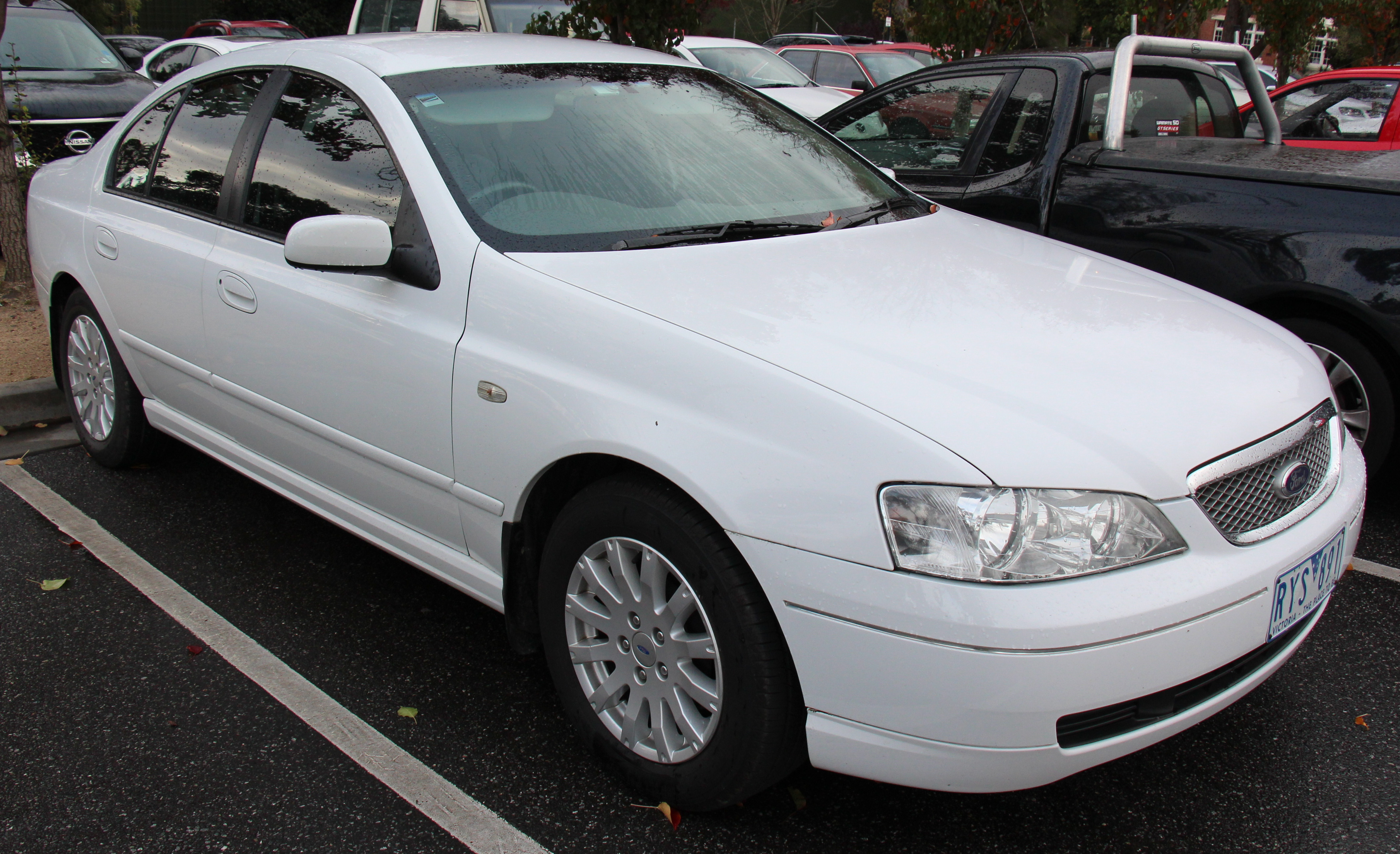
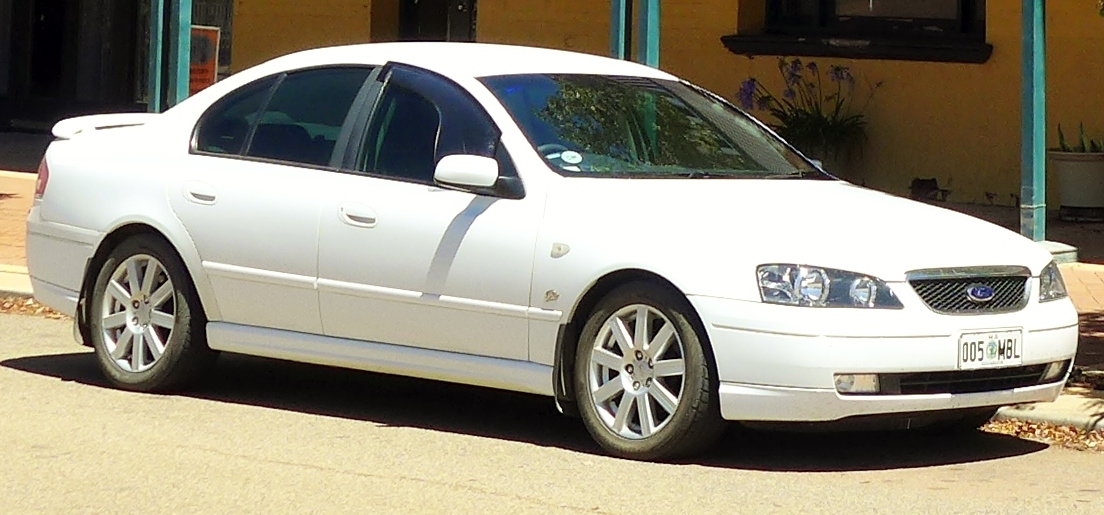
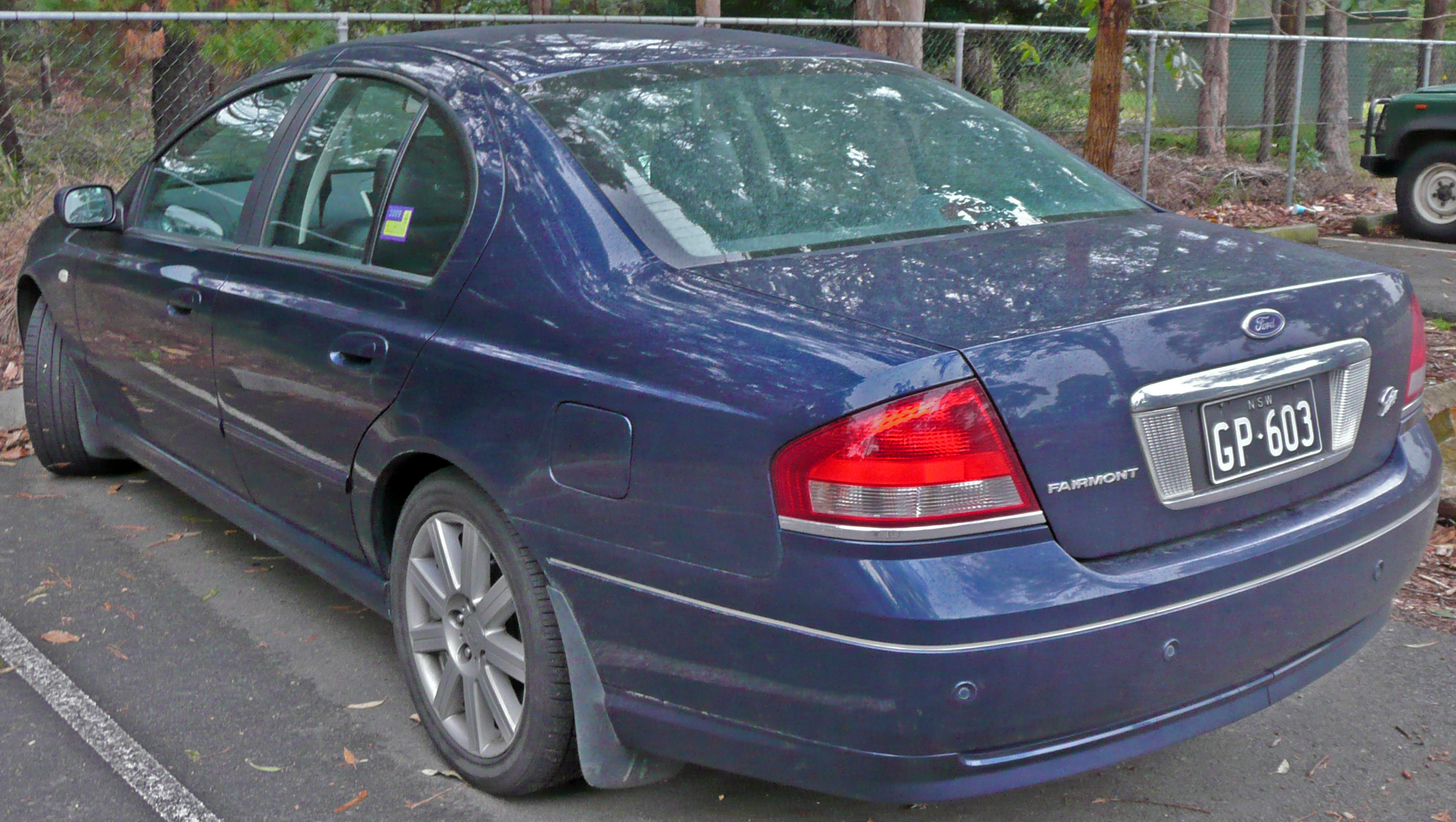
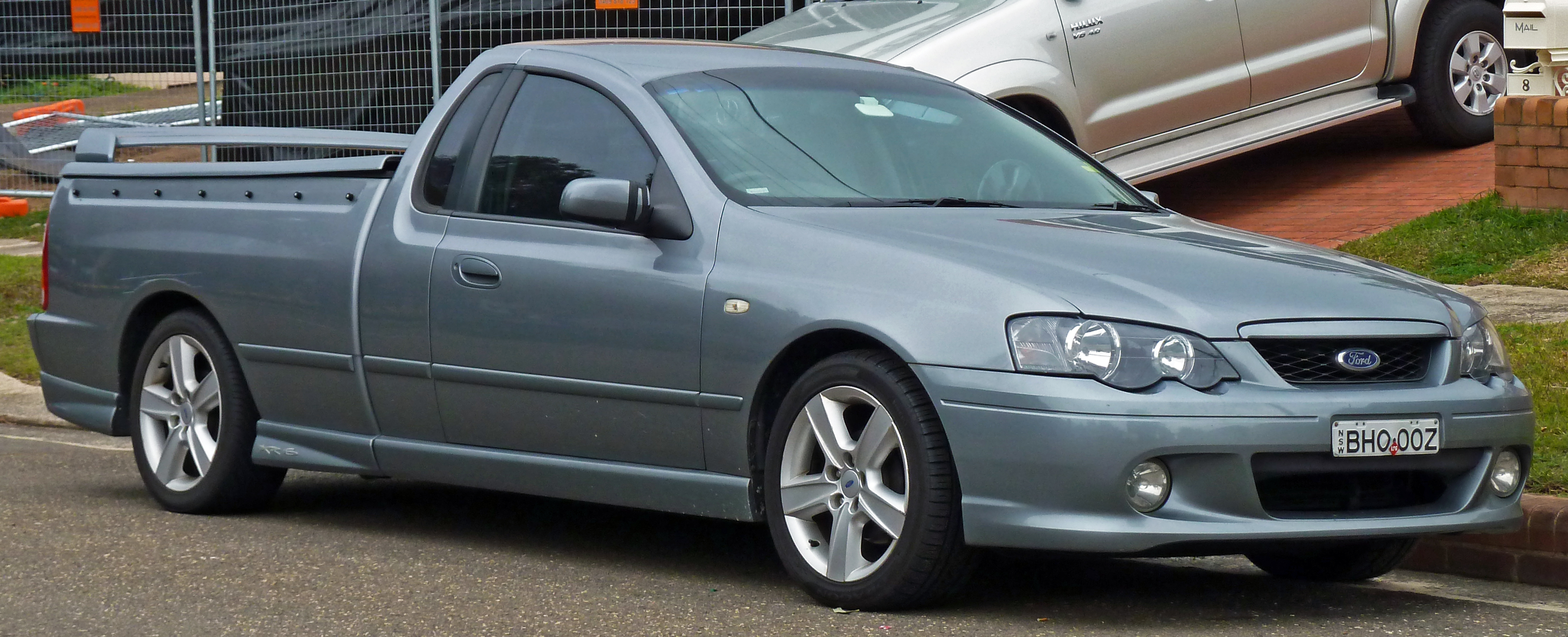
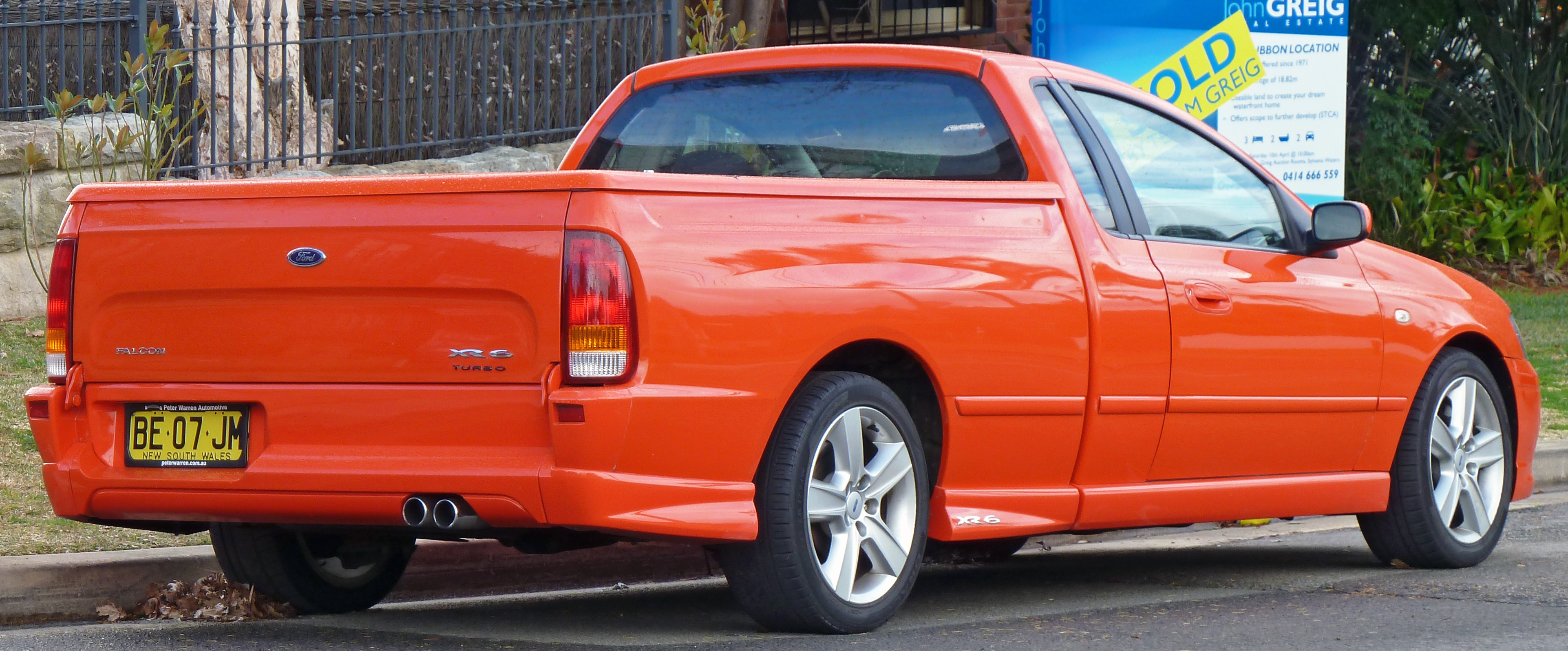